# Primrose Hill Productions
Primrose Hill Productions è una società di produzione fondata dallo sceneggiatore britannico Bruno Heller nel 2008.

## Produzioni

### Serie Tv
- The Mentalist 2008 – 2015
- Gotham 2014 – 2019